# Niederrœdern

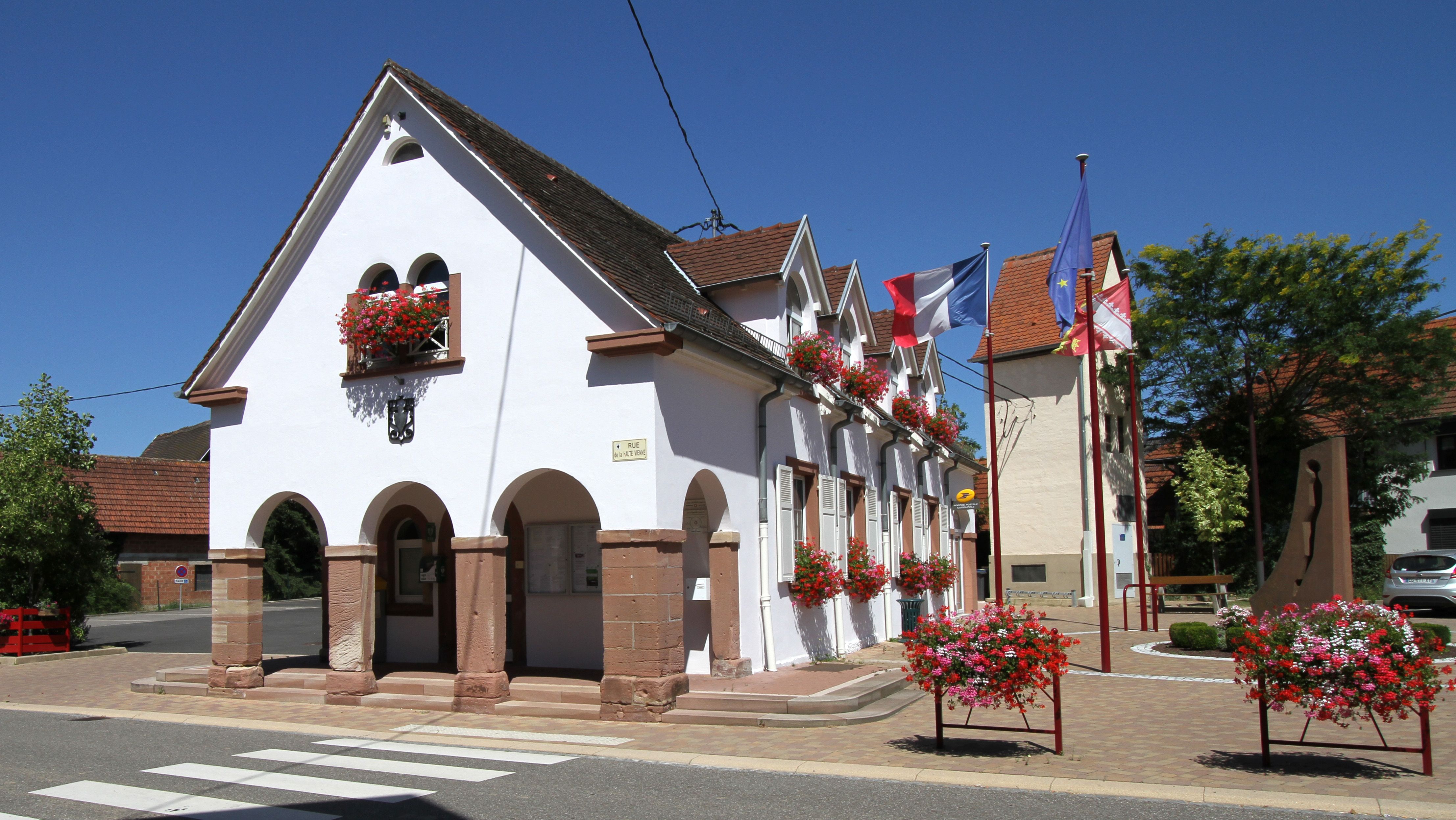
Mairie

Niederroedern es una localidad y comuna francesa, situada en el departamento de Bajo Rin en la región de Alsacia.

## Demografía
| 643 | 672 | 696 | 727 | 769 | 846 |
| Para los censos de 1962 a 1999 la población legal corresponde a la población sin duplicidades (Fuente: INSEE [Consultar]) |     |     |     |     |     |

## Personajes célebres
- Frédérique Brion, quien tuvo una relación amorosa con Goethe entre 1770 y 1771